# Jérémy Hélan
Jérémy Hélan (Clichy, 9 maggio 1992) è un ex calciatore francese, di ruolo difensore o centrocampista.

## Carriera
Cresciuto nei settori giovanili di Rennes e Manchester City, il 14 ottobre 2011 viene ceduto in prestito mensile al Carlisle United, con cui il giorno dopo compie il suo esordio professionistico, nella partita vinta contro lo Yeovil Town. Rientrato al City, il 25 settembre 2012 ha collezionato quella che resterà la sua unica presenza con gli Sky blues, nella partita di Coppa di Lega persa contro l'Aston Villa.
Il 25 ottobre passa a titolo temporaneo allo Shrewsbury Town; il 22 novembre si trasferisce con la stessa formula allo Sheffield Wednesday, restando fino al termine della stagione. Acquistato a titolo definitivo il 12 luglio 2013, trascorre con gli Owls tre stagioni, prima di essere ceduto in prestito al Wolverhampton il 25 febbraio 2016. Tornato allo Sheffield, il 18 settembre comunica l'intenzione di volersi ritirare dal calcio per dedicarsi totalmente all'Islam: cinque giorni dopo rescinde il contratto, ponendo così fine alla sua carriera a soli 24 anni.

## Statistiche

### Presenze e reti nei club
Statistiche aggiornate al 23 settembre 2016.
| Stagione                   | Squadra                    | Campionato                 | Campionato | Campionato | Coppe nazionali | Coppe nazionali | Coppe nazionali | Coppe continentali | Coppe continentali | Coppe continentali | Altre coppe | Altre coppe | Altre coppe | Totale | Totale | Totale |
| Stagione                   | Squadra                    | Comp                       | Pres       | Reti       | Comp            | Pres            | Reti            | Comp               | Pres               | Reti               | Comp        | Pres        | Reti        | Pres   | Reti   |        |
| -------------------------- | -------------------------- | -------------------------- | ---------- | ---------- | --------------- | --------------- | --------------- | ------------------ | ------------------ | ------------------ | ----------- | ----------- | ----------- | ------ | ------ | ------ |
| ott.-nov. 2011             | Carlisle United            | FL1                        | 2          | 0          | FACup+CdL       | 0+0             | 0               | -                  | -                  | -                  | FLT         | -           | -           | 2      | 0      |        |
| ago.-ott. 2012             | Manchester City            | PL                         | -          | -          | FACup+CdL       | 0+1             | 0               | UCL                | -                  | -                  | -           | -           | -           | 1      | 0      |        |
| ott.-nov. 2012             | Shrewsbury Town            | FL1                        | 3          | 0          | FACup+CdL       | 1+0             | 0               | -                  | -                  | -                  | FLT         | -           | -           | 4      | 0      |        |
| nov. 2012-2013             | Sheffield Wednesday        | FLC                        | 28         | 1          | FACup+CdL       | 0+0             | 0               | -                  | -                  | -                  | -           | -           | -           | 28     | 1      |        |
| 2013-2014                  | Sheffield Wednesday        | FLC                        | 43         | 2          | FACup+CdL       | 4+1             | 0               | -                  | -                  | -                  | -           | -           | -           | 48     | 2      |        |
| 2014-2015                  | Sheffield Wednesday        | FLC                        | 38         | 1          | FACup+CdL       | 1+2             | 0               | -                  | -                  | -                  | -           | -           | -           | 41     | 1      |        |
| 2015-feb. 2016             | Sheffield Wednesday        | FLC                        | 17         | 0          | FACup+CdL       | 1+4             | 0               | -                  | -                  | -                  | -           | -           | -           | 22     | 0      |        |
| feb.-apr. 2016             | Wolverhampton              | FLC                        | 8          | 0          | FACup+CdL       | -               | -               | -                  | -                  | -                  | -           | -           | -           | 8      | 0      |        |
| apr.-giu. 2016             | Sheffield Wednesday        | FLC                        | 3+2        | 0          | FACup+CdL       | -               | -               | -                  | -                  | -                  | -           | -           | -           | 5      | 0      |        |
| lug.-sett. 2016            | Sheffield Wednesday        | FLC                        | 0          | 0          | FACup+CdL       | 0+1             | 0               | -                  | -                  | -                  | -           | -           | -           | 1      | 0      |        |
| Totale Sheffield Wednesday | Totale Sheffield Wednesday | Totale Sheffield Wednesday | 129+2      | 4          |                 | 14              | 0               |                    | -                  | -                  |             | -           | -           | 145    | 4      |        |
| Totale carriera            | Totale carriera            | Totale carriera            | 142+2      | 4          |                 | 16              | 0               |                    | -                  | -                  |             | -           | -           | 160    | 4      |        |